# هاري ماكنالي
هاري ماكنالي (بالإنجليزية: Harry McNally)‏ هو لاعب كرة قدم ومدرب كرة قدم بريطاني، ولد في 7 يوليو 1936 في دونكاستر في المملكة المتحدة، وتوفي في 12 ديسمبر 2004 في تشستر في المملكة المتحدة بسبب نوبة قلبية. لعب مع Skelmersdale United F.C. ‏.